# Hydnophora grandis
Hydnophora grandis là một loài san hô trong họ Merulinidae. Loài này được Gardiner mô tả khoa học năm 1904.